# Ангуттара-никая
«Ангуттара-никая» («Сборник [наставлений], возрастающих на один член») — буддийский текст, четвёртая из пяти никай в «Сутта-питаке». 
Эта никая состоит из нескольких тысяч сутр, приписываемых Будде и его основным ученикам и разделённых на одиннадцать нипат, или книг, которые в свою очередь делятся на 160 вагг. Каждая вагга обычно состоит из десяти сутр, но в то же время максимальное количество сутр в вагге достигает 262, минимальное — семи. Согласно комментатору Буддхагхоше, общее число сутр в памятнике должно равняться 9557, но в известной нам версии текста их насчитывают либо 2308, либо 2363. Причиной такой разницы в цифрах стали разные подходы к вопросу о том, как именно должно происходить деление сутр.
В свою очередь содержание каждой нипаты касается предметов, которые так или иначе связаны с её порядковым номером. Так, первая нипата говорит об единственном, что может покорить сердце мужчины, — о женщине, а последняя — о тех одиннадцати качествах, которые необходимо всячески улучшать, чтобы обеспечить постижение и разрушение страсти.

## Связь с Экоттара-агамой
«Ангуттара-никая» соответствует «Экоттара-агаме» в каноне санскритских школ раннего буддизма. Полный перевод на китайский этой агамы был сделан Дхарманандой и отредактирован Гаутамой Сангхадевой в 397-398 гг. Некоторые относят данный китайский текст к школе сарвастивада, но преобладает точка зрения, что данная агама принадлежала школе махасангхика. Из всех четырёх полностью сохранившихся агам этот текст наиболее отличается от своего аналога в Палийском каноне.

### Перевод на русский
- Ангуттара-никая. Номерные наставления Будды. Часть I / Пер. с англ. SV. — М.: Ганга, 2023. — 608 с. — (Палийский канон). — 1000 экз. — ISBN 978-5-907658-21-9.
- Ангуттара-никая. Номерные наставления Будды. Часть II / Пер. с англ. SV. — М.: Ганга, 2023. — 800 с. — (Палийский канон). — 1000 экз. — ISBN 978-5-907658-38-7.
- Ангуттара-никая. Номерные наставления Будды. Часть III / Пер. с англ. SV. — М.: Ганга, 2024. — 656 с. — (Палийский канон). — 1000 экз. — ISBN 978-5-907658-41-7.
- Ангуттара-никая. Номерные наставления Будды. Часть IV / Пер. с англ. SV. — М.: Ганга, 2024. — 560 с. — (Палийский канон). — 1000 экз. — ISBN 978-5-907658-61-5.

### Перевод на английский
- The Book of the Gradual Sayings, tr F. L. Woodward & E. M. Hare, 1932-6, 5 volumes, Pali Text Society, Bristol